# Chrysler Royal (Australien)
Der australische Chrysler Royal ist ein PKW-Modell, das von 1957 bis 1964 von Chrysler Australia gebaut wurde.

## AP1
Die erste Version des Royal, der AP1, wurde im Februar 1957 eingeführt. Er wurde aus dem US-amerikanischen Plymouth P25 von 1953 entwickelt, der ebenfalls von Chrysler Australia gebaut und als Plymouth Cranbrook, Dodge Kingsway und DeSoto Diplomat verkauft wurde. Pläne, auch die überarbeitete Version unter diesen drei Namen zu verkaufen, wurden wieder fallen gelassen, sodass das neue Modell nur als Chrysler Royal auf den Markt kam, ein Name, der schon für ein US-Modell von Chrysler (1937–1950) verwendet worden war.
Der Unterschied zwischen dem P25 und dem Royal bestand in der Verwendung von Front- und Heckkotflügeln in der Art der US-amerikanischen Plymouth-Modelle von 1956 und eines größeren Heckfensters. Den AP1 Royal gab es nur als 4-türige Limousine mit zwei verschiedenen Chrysler-sv-Sechszylinder-Reihenmotoren – 3772 cm³ mit Schaltgetriebe und 4107 cm³ mit zweistufiger PowerFlite-Automatik. Der Chrysler-V8-Motor mit 5129 cm³ Hubraum war im Laufe der Produktionszeit des Modells auf Wunsch lieferbar.

## AP2

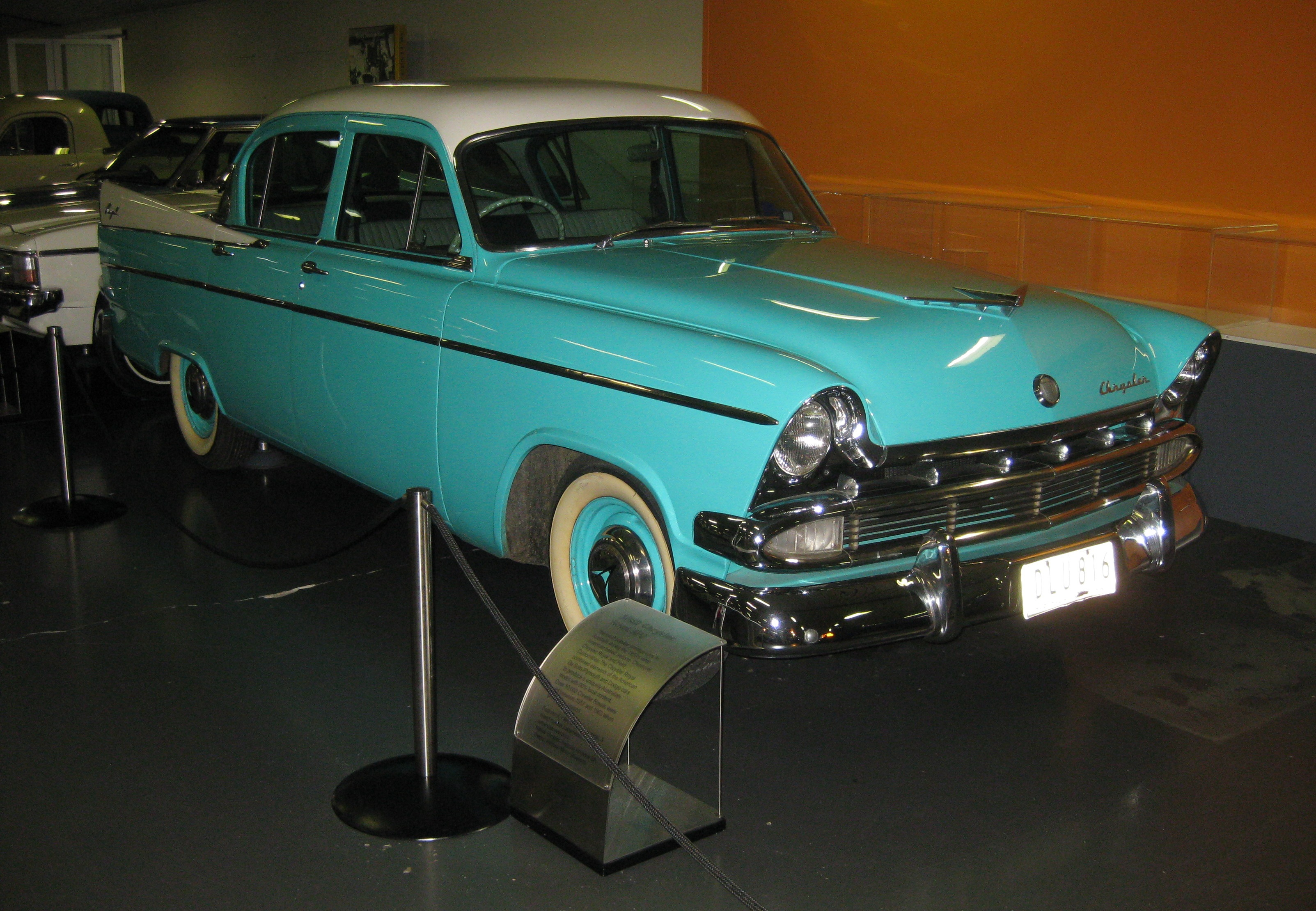
Chrysler AP2 Royal

Ein überarbeiteter Royal, der AP2, wurde Ende 1958 eingeführt. Die neue Serie hatte einen neuen Kühlergrill und eine ungewöhnliche Rückansicht mit zusätzlichen „Sattelheckflossen“ auf den bis dahin vorhandenen Heckflossen.

## AP3

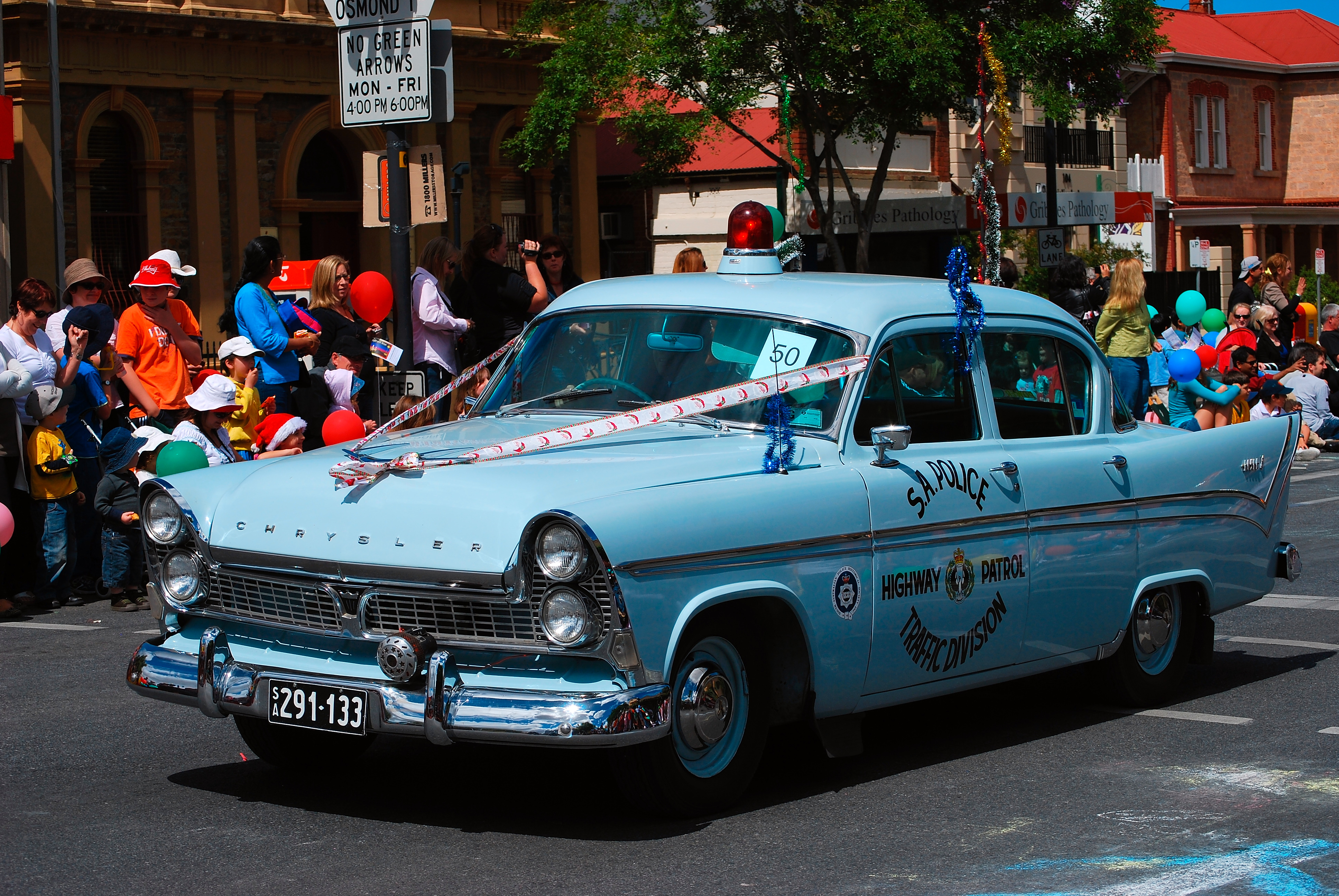
Chrysler AP3 Royal

Die letzte Version des Royal war der AP3, der im Laufe des Jahres 1960 eingeführt wurde. Die neue Serie war von ihren Vorgängern leicht durch seine übereinander angeordneten, quadratischen Scheinwerfer und seine dreifachen Rückleuchten – ähnlich denen der DeSoto-Modelle von 1959 – zu unterscheiden. Chryslers neue Torqueflite-Automatik mit drei Fahrstufen ersetzte die alte, zweistufige PowerFlite des AP2. 1964 wurde die Fertigung des Royal eingestellt.

## Chrysler Plainsman, Wayfarer und Panel Van
Neben der Limousine Royal stellte Chrysler Australia noch folgenden Abkömmlinge des Royal her:
- den Kombi Plainsman  (AP1 und AP2) von 1957 bis 1959[1]
- den 0,5-to.-Ute Wayfarer (AP2 und AP3) von 1958 bis 1961[1]
- den Lieferwagen Panel Van (AP2 und AP3) von 1958 bis 1961[1]